# Wayne Allyn Root

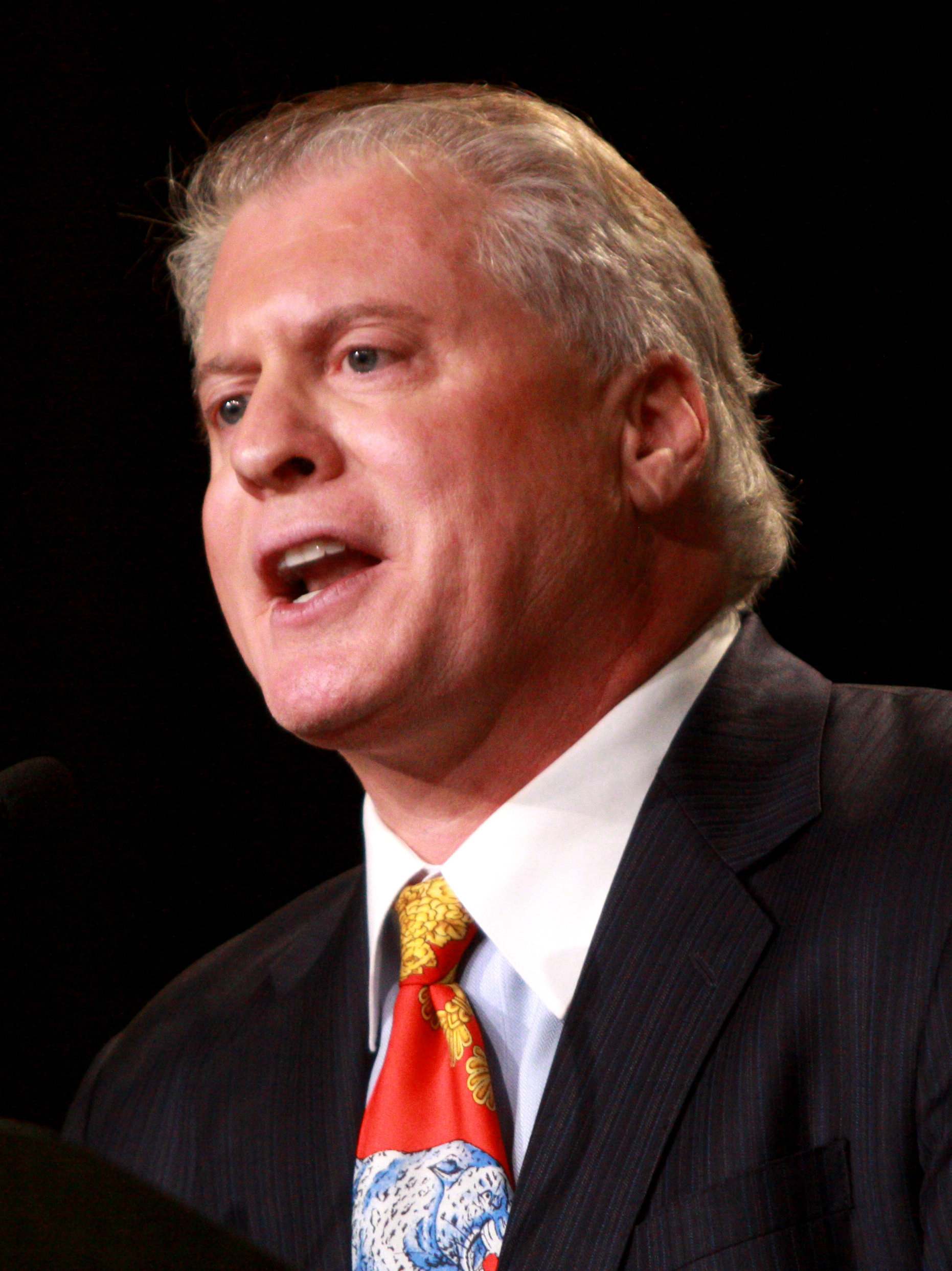
Wayne Allyn Root

Wayne Allyn Root (* 20. Juli 1961 in Mount Vernon, New York) ist ein amerikanischer TV-Produzent, Bestsellerautor und Manager. Er war der Vizepräsidentschaftskandidat der Libertarian Party im US-Präsidentschaftswahlkampf 2008.

## Leben
Wayne Root besuchte bis 1983 die Columbia University, an der er politische Wissenschaften studierte. Einer seiner Kommilitonen war Barack Obama. Danach machte er als Radio- und TV-Produzent Karriere. Er produzierte und moderierte vor allem Sportsendungen im amerikanischen Fernsehen, die in Deutschland nur wenig bekannt sind. Außerdem ist er Autor verschiedener Bücher.
Wayne Root ist mit Debra Root verheiratet, mit der er vier Kinder hat.

## Politische Laufbahn
Ursprünglich war er Mitglied der Republikanischen Partei. Dann schloss er sich der Libertarian Party an. Im Jahr 2008 bewarb er sich um die Nominierung dieser Partei für die Präsidentschaftswahlen. Dabei unterlag er aber Bob Barr. Immerhin wurde er Kandidat für die Vizepräsidentschaft. Angesichts der Übermacht der beiden etablierten Parteien in den Vereinigten Staaten hatte seine Partei bei den Wahlen aber keine Chance. Root fordert eine Verkleinerung des Regierungsapparats, Ausgabenkürzungen, Bürokratieabbau, Steuererleichterungen und mehr persönliche Freiheiten für die Bürger. Er ist ein Befürworter des Rechts auf Waffenbesitz. Root ist ein Gegner des Zweiparteiensystems, das seiner Meinung nach zu Korruption und Betrug führt. Er ist auch für ein schnelles Ende des Kriegs im Irak. Seine politischen Vorbilder sind Ronald Reagan und Barry Goldwater.
Bei der Wahl erreichten Barr und Root 523.686 Stimmen, das entspricht einem Anteil von 0,4 Prozent. Damit belegten sie lediglich den vierten Platz, noch hinter dem unabhängigen Kandidaten Ralph Nader.